# Joel Obi
Joel Chukwuma Obi (Lagos, 22 maggio 1991) è un calciatore nigeriano, centrocampista svincolato.

## Biografia
Possiede il passaporto italiano.

## Caratteristiche tecniche
Giocatore rapido e veloce, in possesso di buone doti fisiche e tecniche: può ricoprire le posizioni di esterno e centrale di centrocampo.

## Carriera

### Club

#### Inter

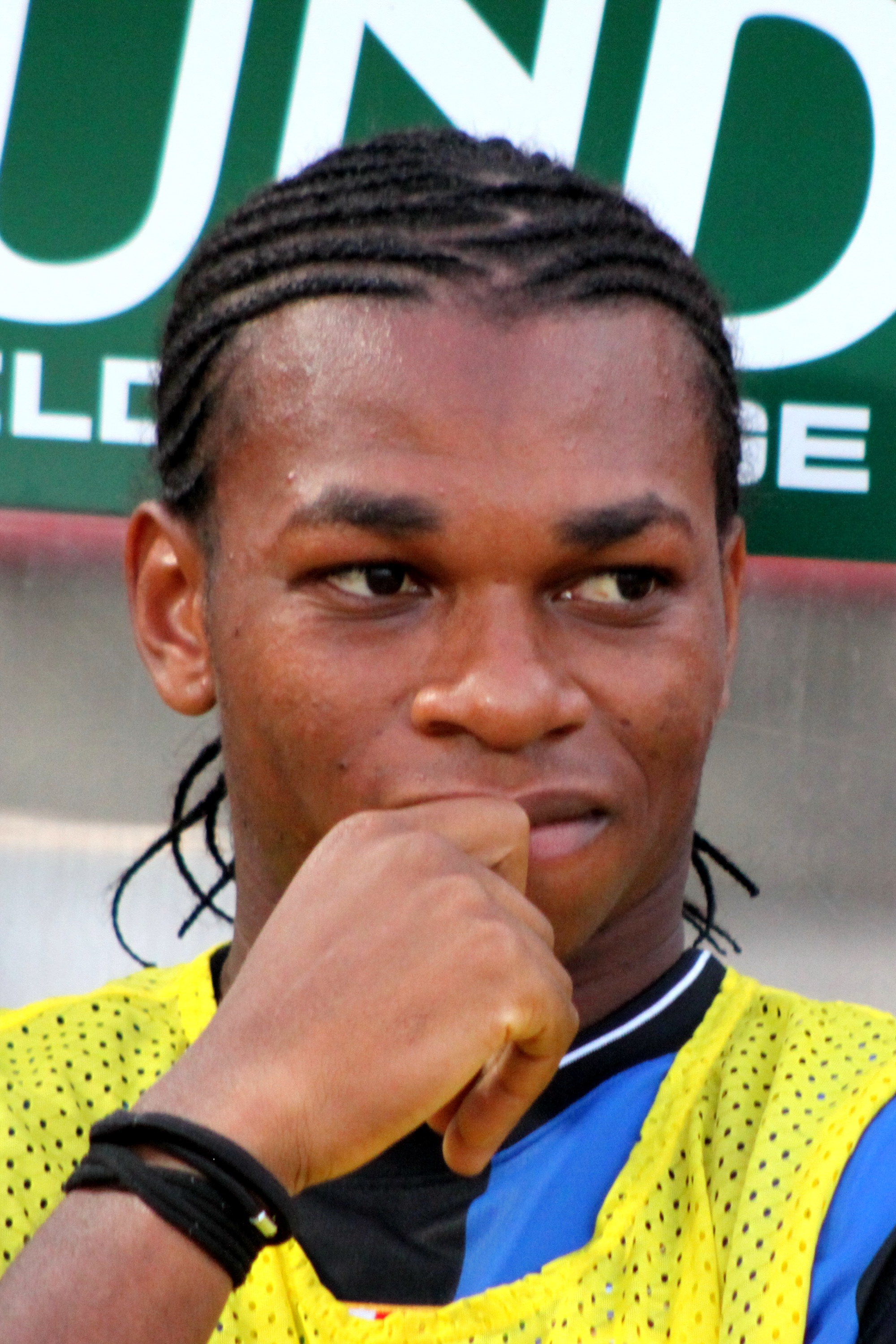
Joel Obi ai tempi dell'Inter nell'estate 2009.

Arrivato in Italia con i suoi genitori, si stabilisce a Parma. Due anni dopo si iscrive ad una scuola calcio locale (il Castello Calcio) e nel 2005 al Torneo Scirea viene notato e tesserato dall'Inter. Dopo aver vinto il titolo di campione d'Italia con gli Allievi nazionali nerazzurri nel 2008 sotto la guida di Daniele Bernazzani, passa in breve tempo alla formazione Primavera. Mette in luce il proprio talento anche in questo settore, tanto che nell'estate 2009 il tecnico José Mourinho lo aggrega alla prima squadra. Fa parte della rosa che vince la Champions League, senza tuttavia mai scendere in campo. Debutta ufficialmente il 29 settembre 2010, nella partita vinta per 4-0 contro il Werder Brema nella massima competizione europea.
Il 17 ottobre esordisce anche in Serie A, nella vittoria esterna con il Cagliari. Nel mercato di gennaio, il Parma acquista metà del suo cartellino. Il centrocampista rimane tuttavia all'Inter anche per la stagione seguente, venendo persino impiegato da titolare nel derby del 6 agosto 2011 che assegna la Supercoppa italiana: nonostante la sconfitta, che regala ai rossoneri il trofeo, il nigeriano risulta il migliore in campo dell'undici nerazzurro. Utilizzato spesso dall'inizio anche da Gasperini e Ranieri, il 1º ottobre subisce contro il Napoli la prima espulsione della sua carriera (per un doppio giallo). Il 29 aprile 2012 segna il suo primo gol, trovando il temporaneo pari nell'incontro con il Cesena (poi vinto 2-1). Il 4 ottobre successivo va a segno per la prima volta nelle coppe europee, marcando al contempo la 500ª rete nerazzurra nelle manifestazioni continentali.
Per il campionato 2013-14 viene ceduto in prestito al Parma, collezionando 8 presenze senza gol all'attivo. Rientrato all'Inter, ottiene a sorpresa un posto da titolare nel 3-5-2 di Mazzarri che lo schiera da esterno a causa dei numerosi infortuni. Nella stracittadina del 23 novembre 2014, sigla il gol del pareggio.

#### Torino
Nell'estate 2015 viene ceduto al Torino che sborsa oltre 2 milioni di euro per l'acquisto e fa il suo esordio coi nuovi colori il 16 agosto 2015, nella vittoria interna del Torino contro il Pescara in occasione del 3º turno di Coppa Italia (4-1). Alle battute finali del campionato, trova per la prima volta la via della rete con la nuova maglia, in occasione della trasferta di Empoli del 15 maggio 2016, persa dal Torino per 2-1.
Spesso frenato da infortuni nelle prime due stagioni, nel campionato 2017-18 trova più spazio quando Mazzarri (con cui aveva già condiviso l'esperienza a Milano) diviene l'allenatore dei granata. Riconquistata la Nazionale, si rivela anche piuttosto prolifico mettendo a segno ben 5 reti (suo record in carriera) e attira su di sé le attenzioni di mercato.
Conclude la sua esperienza in granata dopo tre stagioni, con 59 presenze e 7 gol.

#### Chievo e prestito all’Alanyaspor
L'11 agosto 2018 viene ufficializzato il suo passaggio a titolo definitivo al Chievo per 2 milioni di euro e una settimana dopo il nigeriano fa il suo debutto con la maglia dei mussi nella sconfitta interna per 2-3 contro la Juventus. L'11 novembre sigla la sua prima rete, nella pareggio per 2-2 contro il Bologna.
Il 31 gennaio 2019, dopo 11 presenze e 1 gol, viene ceduto in prestito ai turchi dell’Alanyaspor. A causa di un infortunio, riesce ad esordire solo nel finale di stagione, giocando solo le ultime due gare di campionato. A fine stagione torna quindi al Chievo.

#### Ritorno al Chievo
Il 22 dicembre 2020, riferisce all'arbitro di essere rimasto vittima di un episodio a sfondo razziale, nel corso della partita Pisa-Chievo, valevole per la 14ª giornata di campionato di Serie B 2020-21, durante la quale il giocatore del Pisa Michele Marconi avrebbe espresso nei suoi confronti degli epiteti razzisti. L'8 febbraio 2021 Marconi è stato deferito dalla procura federale per aver utilizzato parole di contenuto discriminatorio e denigratorio per motivi di razza. Nell'arco della stagione si rivela una colonna portante dell'undici titolare gialloblù, indossando spesso anche la fascia da capitano. Termina l'annata con 31 presenze (una nei play-off), condite da ben 4 marcature, alcune delle quali molto pesanti.

#### Salernitana e Reggina
Dopo esser rimasto svincolato, il 21 luglio viene acquistato dalla Salernitana, neopromossa in Serie A, con cui firma un contratto annuale con rinnovo automatico al verificarsi di determinate condizioni sportive, tornando così in massima serie dopo 2 anni. Al termine della stagione, dopo aver collezionato 23 partite complessive, non viene esercitata l'opzione per il rinnovo, rimanendo così svincolato.
Il 20 luglio 2022 sottoscrive un contratto biennale con la Reggina, in Serie B.

#### Vis Pesaro
Rimasto svincolato dopo il fallimento degli amaranto, il 10 gennaio 2024 Obi firma con la Vis Pesaro, militante in Serie C.

### Nazionale
Conta 18 presenze con la nazionale nigeriana, dove ha esordito il 9 febbraio del 2011 a neanche 20 anni, nell'amichevole vinta per 2-1 disputata contro la Sierra Leone.
Viene convocato per il Campionato mondiale di calcio 2018, dove però non scende in campo.

## Statistiche

### Presenze e reti nei club
Statistiche aggiornate al 21 maggio 2025.
| Stagione          | Squadra           | Campionato        | Campionato | Campionato | Coppe nazionali | Coppe nazionali | Coppe nazionali | Coppe continentali | Coppe continentali | Coppe continentali | Altre coppe | Altre coppe | Altre coppe | Totale | Totale |
| Stagione          | Squadra           | Comp              | Pres       | Reti       | Comp            | Pres            | Reti            | Comp               | Pres               | Reti               | Comp        | Pres        | Reti        | Pres   | Reti   |
| ----------------- | ----------------- | ----------------- | ---------- | ---------- | --------------- | --------------- | --------------- | ------------------ | ------------------ | ------------------ | ----------- | ----------- | ----------- | ------ | ------ |
| 2010-2011         | Inter             | A                 | 10         | 0          | CI              | 2               | 0               | UCL                | 1                  | 0                  | SI+SU+Cmc   | 0           | 0           | 13     | 0      |
| 2011-2012         | Inter             | A                 | 27         | 1          | CI              | 2               | 0               | UCL                | 7                  | 0                  | SI          | 1           | 0           | 37     | 1      |
| 2012-2013         | Inter             | A                 | 2          | 0          | CI              | 1               | 0               | UEL                | 1                  | 1                  | -           | -           | -           | 4      | 1      |
| 2013-2014         | Parma             | A                 | 8          | 0          | CI              | 0               | 0               | -                  | -                  | -                  | -           | -           | -           | 8      | 0      |
| 2014-2015         | Inter             | A                 | 11         | 1          | CI              | 1               | 0               | UEL                | 5                  | 0                  | -           | -           | -           | 17     | 1      |
| Totale Inter      | Totale Inter      | Totale Inter      | 50         | 2          |                 | 6               | 0               |                    | 14                 | 1                  |             | 1           | 0           | 71     | 3      |
| 2015-2016         | Torino            | A                 | 10         | 1          | CI              | 1               | 0               | -                  | -                  | -                  | -           | -           | -           | 11     | 1      |
| 2016-2017         | Torino            | A                 | 20         | 0          | CI              | 3               | 0               | -                  | -                  | -                  | -           | -           | -           | 23     | 0      |
| 2017-2018         | Torino            | A                 | 22         | 5          | CI              | 3               | 1               | -                  | -                  | -                  | -           | -           | -           | 25     | 6      |
| Totale Torino     | Totale Torino     | Totale Torino     | 52         | 6          |                 | 7               | 1               |                    | -                  | -                  |             | -           | -           | 59     | 7      |
| 2018-gen. 2019    | Chievo            | A                 | 11         | 1          | CI              | 0               | 0               | -                  | -                  | -                  | -           | -           | -           | 11     | 1      |
| gen.-giu. 2019    | Alanyaspor        | SL                | 2          | 0          | TK              | 0               | 0               | -                  | -                  | -                  | -           | -           | -           | 2      | 0      |
| 2019-2020         | Chievo            | B                 | 26+3       | 1          | CI              | 0               | 0               | -                  | -                  | -                  | -           | -           | -           | 29     | 1      |
| 2020-2021         | Chievo            | B                 | 30+1       | 4          | CI              | 1               | 0               | -                  | -                  | -                  | -           | -           | -           | 32     | 4      |
| Totale Chievo     | Totale Chievo     | Totale Chievo     | 71         | 6          |                 | 1               | 0               |                    | -                  | -                  |             | -           | -           | 72     | 6      |
| 2021-2022         | Salernitana       | A                 | 21         | 0          | CI              | 2               | 0               | -                  | -                  | -                  | -           | -           | -           | 23     | 0      |
| 2022-2023         | Reggina           | B                 | 1          | 0          | CI              | 0               | 0               | -                  | -                  | -                  | -           | -           | -           | 1      | 0      |
| gen.-giu. 2024    | Vis Pesaro        | C                 | 5+2        | 0          | CI-C            | -               | -               | -                  | -                  | -                  | -           | -           | -           | 7      | 0      |
| 2024-2025         | Vis Pesaro        | C                 | 12+2       | 0          | CI-C            | 0               | 0               | -                  | -                  | -                  | -           | -           | -           | 14     | 0      |
| Totale Vis Pesaro | Totale Vis Pesaro | Totale Vis Pesaro | 17+4       | 0          |                 | 0               | 0               |                    | -                  | -                  |             | -           | -           | 21     | 0      |
| Totale carriera   | Totale carriera   | Totale carriera   | 224        | 14         |                 | 16              | 1               |                    | 14                 | 1                  |             | 1           | 0           | 257    | 16     |

### Cronologia presenze e reti in nazionale
| Cronologia completa delle presenze e delle reti in nazionale ― Nigeria | Cronologia completa delle presenze e delle reti in nazionale ― Nigeria | Cronologia completa delle presenze e delle reti in nazionale ― Nigeria | Cronologia completa delle presenze e delle reti in nazionale ― Nigeria | Cronologia completa delle presenze e delle reti in nazionale ― Nigeria | Cronologia completa delle presenze e delle reti in nazionale ― Nigeria | Cronologia completa delle presenze e delle reti in nazionale ― Nigeria | Cronologia completa delle presenze e delle reti in nazionale ― Nigeria |
| Data                                                                   | Città                                                                  | In casa                                                                | Risultato                                                              | Ospiti                                                                 | Competizione                                                           | Reti                                                                   | Note                                                                   |
| ---------------------------------------------------------------------- | ---------------------------------------------------------------------- | ---------------------------------------------------------------------- | ---------------------------------------------------------------------- | ---------------------------------------------------------------------- | ---------------------------------------------------------------------- | ---------------------------------------------------------------------- | ---------------------------------------------------------------------- |
| 9-2-2011                                                               | Lagos                                                                  | Nigeria                                                                | 2 – 1                                                                  | Sierra Leone                                                           | Amichevole                                                             | -                                                                      | 64’                                                                    |
| 27-3-2011                                                              | Abuja                                                                  | Nigeria                                                                | 4 – 0                                                                  | Etiopia                                                                | Qual. Coppa d'Africa 2012                                              | -                                                                      |                                                                        |
| 29-3-2011                                                              | Abuja                                                                  | Nigeria                                                                | 3 – 0                                                                  | Kenya                                                                  | Amichevole                                                             | -                                                                      | 55’                                                                    |
| 1-6-2011                                                               | Abuja                                                                  | Nigeria                                                                | 4 – 1                                                                  | Argentina                                                              | Amichevole                                                             | -                                                                      | 71’                                                                    |
| 5-6-2011                                                               | Addis Abeba                                                            | Etiopia                                                                | 2 – 2                                                                  | Nigeria                                                                | Qual. Coppa d'Africa 2012                                              | -                                                                      |                                                                        |
| 4-9-2011                                                               | Antananarivo                                                           | Madagascar                                                             | 0 – 2                                                                  | Nigeria                                                                | Qual. Coppa d'Africa 2012                                              | -                                                                      | 72’                                                                    |
| 6-9-2011                                                               | Dacca                                                                  | Argentina                                                              | 3 – 1                                                                  | Nigeria                                                                | Amichevole                                                             | -                                                                      | 46’                                                                    |
| 8-10-2011                                                              | Abuja                                                                  | Nigeria                                                                | 2 – 2                                                                  | Guinea                                                                 | Qual. Coppa d'Africa 2012                                              | -                                                                      | 67’                                                                    |
| 11-10-2011                                                             | Watford                                                                | Ghana                                                                  | 0 – 0                                                                  | Nigeria                                                                | Amichevole                                                             | -                                                                      | 70’                                                                    |
| 12-11-2011                                                             | Abuja                                                                  | Nigeria                                                                | 0 – 0                                                                  | Botswana                                                               | Amichevole                                                             | -                                                                      | 46’                                                                    |
| 15-11-2011                                                             | Kaduna                                                                 | Nigeria                                                                | 2 – 0                                                                  | Zambia                                                                 | Amichevole                                                             | -                                                                      |                                                                        |
| 29-2-2012                                                              | Kigali                                                                 | Ruanda                                                                 | 0 – 0                                                                  | Nigeria                                                                | Qual. Coppa d'Africa 2013                                              | -                                                                      |                                                                        |
| 28-5-2014                                                              | Londra                                                                 | Nigeria                                                                | 2 – 2                                                                  | Scozia                                                                 | Amichevole                                                             | -                                                                      | 54’                                                                    |
| 23-3-2018                                                              | Breslavia                                                              | Polonia                                                                | 0 – 1                                                                  | Nigeria                                                                | Amichevole                                                             | -                                                                      | 58’ 65’                                                                |
| 27-3-2018                                                              | Londra                                                                 | Nigeria                                                                | 0 – 2                                                                  | Serbia                                                                 | Amichevole                                                             | -                                                                      | 77’                                                                    |
| 28-5-2018                                                              | Port Harcourt                                                          | Nigeria                                                                | 1 – 1                                                                  | RD del Congo                                                           | Amichevole                                                             | -                                                                      | 46’                                                                    |
| 2-6-2018                                                               | Londra                                                                 | Inghilterra                                                            | 2 – 1                                                                  | Nigeria                                                                | Amichevole                                                             | -                                                                      | 46’                                                                    |
| 11-9-2018                                                              | Monrovia                                                               | Liberia                                                                | 1 – 2                                                                  | Nigeria                                                                | Amichevole                                                             | -                                                                      |                                                                        |
| Totale                                                                 |                                                                        | Presenze                                                               | 18                                                                     |                                                                        | Reti                                                                   | 0                                                                      |                                                                        |

## Palmarès

### Competizioni nazionali
- Supercoppa italiana: 1

Inter: 2010
- Coppa Italia: 1

Inter: 2010-2011

### Competizioni internazionali
- Coppa del mondo per club: 1

Inter: 2010